# Eremoleon capitatus
Eremoleon capitatus är en insektsart som först beskrevs av Navás 1913.  Eremoleon capitatus ingår i släktet Eremoleon och familjen myrlejonsländor. Inga underarter finns listade i Catalogue of Life.